# Lily Mariye
Lily Mariye (* 25. September 1964 in Las Vegas, Nevada) ist eine US-amerikanische Schauspielerin und Filmemacherin. Bekannt ist sie für ihre Rolle der Schwester Lily Jarvik in der Fernsehserie Emergency Room – Die Notaufnahme.

## Leben
Mariye studierte an der UCLA und erreichte einen B.A. in Schauspielkunst.
Sie hatte 1982 ihren ersten Filmauftritt in Das schönste Freudenhaus in Texas. Es folgten etliche Gastauftritte in Fernsehserien, wie etwa in Fame – Der Weg zum Ruhm (1982), Familienbande (1984), Chefarzt Dr. Westphall (1985), Jake und McCabe – Durch dick und dünn (1989), Star Trek: Deep Space Nine (1993), Melrose Place (1995–1996), Chicago Hope – Endstation Hoffnung (1996), Ally McBeal (2002), Für alle Fälle Amy (2005), Shameless (2011) und Navy CIS: L.A. (2013). Von 1994 bis 2009 spielte sie die Schwester Lily Jarvik in der Fernsehserie Emergency Room – Die Notaufnahme. Für die Darstellung dieser Rolle gewann sie, zusammen mit Kollegen, viermal den Screen Actors Guild Award.
Weitere Filme, in denen sie spielte, sind unter anderem American Geisha (1986), Switch – Die Frau im Manne (1991), Der Totenkopf-Mörder (1992), Shadow und der Fluch des Khan (1994), American Pie präsentiert: Die nächste Generation (2005) und Ausnahmesituation (2010). Sie ist ebenfalls eine Award-ausgezeichnete Theaterschauspielerin.
Im Jahr 2000 betätigte sich Mariye im Kurzfilm The Shangri-la Café als Regisseurin, Drehbuchautorin und Filmproduzentin. Der Film wurde auf über 25 Filmfestivals rund um die Welt gezeigt und gewann unter anderem den Best Short Film Award des Moondance International Film Festival (2001) sowie den Best Screenplay Award auf dem Brussels International Independent Film Festival (2000). Das Drehbuch zum Film gewann ebenfalls mehrere Auszeichnungen, wie etwa auf dem Ohio Independent Film Festival (2003) und dem Gaffers Film Festival. Mariye bekam die Auszeichnung Filmemacherin des Jahres von der National Organization for Women verliehen.
2012 veröffentlichte die Filmemacherin auf dem Los Angeles Asian Pacific Film Festival ihren Film Model Minority, wo er drei Auszeichnungen bekam. Je zwei Auszeichnungen bekam er 2013 auf dem London Independent Film Festival und dem Asians on Film Festival sowie jeweils eine auf dem D.C. Asian Pacific American Film Festival (2012), dem Asian American International Film Festival (2012), dem Las Vegas Film Festival (2012) und dem Sacramento International Film Festival (2013).
Mariye ist seit September 1985 mit dem Saxophonisten Boney James verheiratet.

## Filmografie (Auswahl)
- 1982: Das schönste Freudenhaus in Texas (The Best Little Whorehouse in Texas)
- 1982: Fame – Der Weg zum Ruhm (Fame, Fernsehserie, eine Folge)
- 1982: Unter der Sonne Kaliforniens (Knots Landing, Fernsehserie, eine Folge)
- 1984: Familienbande (Family Ties, Fernsehserie, eine Folge)
- 1985: Remington Steele (Fernsehserie, eine Folge)
- 1985: Chefarzt Dr. Westphall (St. Elsewhere, Fernsehserie, eine Folge)
- 1986: Fuzzbucket (Fernsehfilm)
- 1986: American Geisha (Fernsehfilm)
- 1987: Das Recht zu sterben (Right to Die, Fernsehfilm)
- 1988: Murphy Brown (Fernsehserie, eine Folge)
- 1989: Jake und McCabe – Durch dick und dünn (Jake and the Fatman, Fernsehserie, eine Folge)
- 1991: Switch – Die Frau im Manne (Switch)
- 1991: Der Doktor – Ein gewöhnlicher Patient (The Doctor)
- 1991: Wer ist hier der Boss? (Who’s the Boss?, Fernsehserie, eine Folge)
- 1991: Ted & Venus
- 1992: Der Totenkopf-Mörder (Exclusive, Fernsehfilm)
- 1993: Star Trek: Deep Space Nine (Folge 1x01/02 Der Abgesandte)
- 1994: Shadow und der Fluch des Khan (The Shadow)
- 1994: The New Age
- 1994: Roseanne and Tom: Behind the Scenes (Fernsehfilm)
- 1994–2009: Emergency Room – Die Notaufnahme (ER, Fernsehserie, 127 Folgen)
- 1995: Signs and Wonders (Fernsehfilm)
- 1995–1996: Melrose Place (Fernsehserie, zwei Folgen)
- 1996: Chicago Hope – Endstation Hoffnung (Chicago Hope, Fernsehserie, eine Folge)
- 1998: Mein großer Freund Joe (Mighty Joe Young)
- 2002: Ally McBeal (Fernsehserie, eine Folge)
- 2005: Für alle Fälle Amy (Judging Amy, Fernsehserie, eine Folge)
- 2005: American Pie präsentiert: Die nächste Generation (American Pie Presents Band Camp)
- 2010: Ausnahmesituation (Extraordinary Measures)
- 2011: Shameless (Fernsehserie, eine Folge)
- 2013: Navy CIS: L.A. (NCIS: Los Angeles, Fernsehserie, eine Folge)
- 2025: Elsbeth (Fernsehserie, Regie, eine Folge)

## Theater (Auswahl)
- Tea (Dramalogue Award)
- Kokoro (L.A Weekly Best Actress Nom.)
- Into the Woods
- Delicacies
- Runaways
- Trojan Women
- The Bacchae Mark Taper Workshop Pastorale
- Kimchee & Chitlins Mark Taper Workshop
- Daniel in Babylon

## Auszeichnungen (Auszug)
- 2000: Best Screenplay Award (Brussels International Independent Film Festival) für The Shangri-la Café
- 2001: Best Short Film Award (Moondance International Film Festival) für The Shangri-la Café
- 2003: Screenplay Competition Award (Ohio Independent Film Festival) in der Kategorie „Best Voice of Color Screenplay“ für The Shangri-la Café
- 2009: Icon Award (TV Land Awards) für Emergency Room – Die Notaufnahme (geteilt mit Angela Bassett, Linda Cardellini, Ellen Crawford, Anthony Edwards, Yvette Freeman, Alex Kingston, Kellie Martin, Paul McCrane und Mekhi Phifer)[2]
- 2012: Special Jury Award (VC FilmFest – Los Angeles Asian Pacific Film Festival) in der Kategorie „Outstanding Director“ für Model Minority
- 2012: George C. Lin Emerging Filmmaker Award (D.C. Asian Pacific American Film Festival) für Model Minority
- 2012: Audience Award (Asian American International Film Festival) in der Kategorie „Best Film“ für Model Minority
- 2012: Golden Ace Award (Las Vegas Film Festival) in der Kategorie „Best Film by a Nevada Filmmaker“ für Model Minority
- 2013: Festival Prize (London Independent Film Festival) in den Kategorien „Best Female Director“ und „Best Micro-Budget Feature“ für Model Minority (geteilt mit Michael Huens, Wendy Spence, Nichole Bloom, Boney James)
- 2013: Best Drama and Best Director Awards (Asians on Film Festival) für Model Minority
- 2013: Festival Prize (Sacramento International Film Festival) in der Kategorie „Best Drama“ für Model Minority